# Winter X Games Europe IV
I Winter X Games Europe IV sono stati la quarta edizione della manifestazione organizzata dalla ESPN, si sono svolti dal 20 al 22 marzo 2013 a Tignes, in Francia.

## Risultati

### Snowboard
| Evento | Evento     | Oro               | Argento        | Bronzo          |
| Uomini | Slopestyle | Sébastien Toutant | Mark McMorris  | Peetu Piiroinen |
| Uomini | Superpipe  | Louie Vito        | Arthur Longo   | Taku Hiraoka    |
| Donne  | Slopestyle | Silje Norendal    | Jamie Anderson | Kjersti Buaas   |
| Donne  | Superpipe  | Kelly Clark       | Elena Hight    | Arielle Gold    |

### Freestyle
| Evento | Evento     | Oro                 | Argento                    | Bronzo        |
| Uomini | Slopestyle | McRae Williams      | Jossi Wells                | Gus Kenworthy |
| Uomini | Superpipe  | Torin Yater-Wallace | David Wise                 | Kevin Rolland |
| Donne  | Slopestyle | Kaya Turski         | Tiril Sjåstad Christiansen | Dara Howell   |
| Donne  | Superpipe  | Marie Martinod      | Anaïs Caradeux             | Maddie Bowman |

## Medagliere
| Pos.   | Paese         | Oro | Argento | Bronzo | Totale |
| ------ | ------------- | --- | ------- | ------ | ------ |
| 1      | Stati Uniti   | 4   | 3       | 3      | 10     |
| 2      | Canada        | 2   | 0       | 1      | 3      |
| 3      | Francia       | 1   | 2       | 1      | 4      |
| 4      | Norvegia      | 1   | 1       | 1      | 3      |
| 5      | Nuova Zelanda | 1   | 0       | 0      | 1      |
| 6      | Finlandia     | 0   | 0       | 1      | 1      |
| 6      | Giappone      | 0   | 0       | 1      | 1      |
| Totale | Totale        | 8   | 8       | 8      | 24     |